# دزک (کیار)
دِزَک مرکز دهستان کیار شرقی در شهرستان کیار از توابع استان چهارمحال و بختیاری است. قلعه دزک، یکی از مکان‌های تجمع مشروطه خواهان بختیاری بود. 

## زبان و گویش
مردمان دزک به گویش فارسی با لهجه ای خاص صحبت می‌کنند.

## جمعیت
بر پایه سرشماری عمومی نفوس و مسکن در سال ۱۳۹۰ جمعیت این روستا ۳٬۱۵۶ نفر (در ۸۸۶ خانوار) بوده است.

## قلعه دزک
قلعه امیر مفخم بختیاری با قدمتی بیش از صدسال، در دوران حیات امیر مفخم به پسر بزرگ او، فتحعلی خان سردار معظم واگذار شد. از جمله افراد معروفی که در این قلعه به دنیا آمدند، تیمور بختیار است. در روزهایی که اکثر خوانین بختیاری، به مشروطه گرویده بودند، امیر مفخم همچنان به محمدعلی‌شاه وفادار ماند. در آستانه فتح تهران نیز امیر مفخم، فرماندهی کل قشون دولتی طرفدار محمدعلی‌شاه را برعهده داشت، ولی بزودی به اردوی مشروطه خواهان پیوست و در جنگ با ارشدالدوله و سالارالدوله، از فرماندهان قوای مشروطه به‌شمار می‌آمد.